# Jason Biggs
Jason Matthew Biggs (Pompton Plains, 12 mei 1978) is een Amerikaans acteur, die het bekendst is vanwege zijn rol als Jim Levenstein in de American Pie filmreeks.
Biggs, een Italiaans-Amerikaans katholiek, werd geboren in Hasbrouck Heights in de Amerikaanse staat New Jersey, als zoon van een verpleegkundige en een manager van een scheepvaartsbedrijf. Hij groeide op in Hasbrouck Heights en in dezelfde plaats zat hij ook op de middelbare school.
Op 5-jarige leeftijd begon Biggs met acteren. In 1991 maakte hij zijn televisiedebuut in de serie Drexell's Class. Het programma, dat werd uitgezonden door Fox, bestond maar korte tijd. Voor de zender HBO maakte Biggs een op die serie gebaseerd programma, The Fotis Sevastakis Story, maar vanwege licentieproblemen werd het nooit uitgezonden. In 1991 maakte Biggs ook zijn debuut op Broadway in het stuk Conversations with My Father. Die rol gaf Biggs de gelegenheid om te spelen in de soap As the World Turns. Hij werd genomineerd voor een Daytime Emmy Award voor Beste Jonge Acteur.
In 1996 en 1997 ging Biggs naar New York University, maar al snel besloot hij zich weer op het acteren te richten. In 1997 was hij opnieuw te zien in een televisieserie, Camp Stories, maar ook die serie bestond maar korte tijd. In 1999 kwam de tienerfilm American Pie uit, over een groep jongens die ontmaagd willen zijn voordat ze van de middelbare school zijn. De film werd een enorm succes, Biggs won een MTV Movie Award en kreeg de bijnaam "that Pie-guy", en dit eerste deel leidde tot nog drie vervolgen in 2001, 2003 en 2012. In nog vier sequels speelde Biggs niet mee. Na de eerste American Pie-film kreeg Biggs rollen in wat grotere films, waaronder Loser in 2000. In 2004 en 2005 portretteerde Biggs een orthodoxe jood in de theaterkomedie Modern Orthodox van Daniel Goldfarb. In 2006 was Biggs te zien in het realityprogramma Blowin' Up met Jame Kennedy en Stu Stone.

## Privéleven
Biggs heeft een Italiaans-katholieke achtergrond, maar wordt vaak gecast voor een Joods personage.
Biggs heeft enkele jaren (2004-2007) een relatie gehad met actrice Lindsay Zir. Op 23 april 2008 trouwde hij met Jenny Mollen, zijn medespeelster uit de film My Best Friend's Girl (2008).

## Filmografie
- Best. Christmas. Ever! (2023, film, Rob Sanders)
- Law & Order: Special Victims Unit (2022, televisieserie, gastrol als detective Andy Parlato-Goldstein)
- Jason Biggs' Cash at Your Door (2021, televisieserie)
- The Subject (2020, film, Phil Waterhouse)
- Outmatched (2020, televisieserie, Mike)
- Jay and Silent Bob Reboot (2019, film, als zichzelf)
- Orange Is the New Black (2013-2019, televisieserie, Larry Bloom)
- American Pie: Reunion (2012, Jim Levenstein)
- Kidnapping Caitlynn (2009, Max)
- Happiness Isn't Everything (2009, televisiefilm, Jason Hamburger)
- Over Her Dead Body (2008, film, Dan)
- Lower Learning (2008, Tom Willoman)
- My Best Friend's Girl (2008, Dustin)
- The Glitch (2007) (dvd-film, Alan)
- I'm in Hell (2007) (televisiefilm, Nick)
- Eight Below (2006, film, Charlie Cooper)
- Farce of the Penguins (2006, dvd-film, Insecure Penguin)
- Wedding Daze of The Pleasure of Your Company (2006, film, Anderson)
- Guy X (2005, film, Rudy Spruance)
- Jersey Girl (2004, film, Arthur Brickman)
- American Wedding (2003, film, Jim)
- Anything Else (2003, film, Jerry Falk)
- Saving Silverman (2001, film, Darren Silverman)
- American Pie 2 (2001, film, Jim)
- Jay and Silent Bob Strike Back (2001, film, als zichzelf)
- Prozac Nation (2001, film, Rafe)
- Boys and Girls (2000, film, Steve)
- Loser (2000, film, Paul Tannek)
- American Pie (1999, film, Jim)
- Camp Stories (1997, televisieserie, Abby)
- As the World Turns (1994-1995, soapopera, Peter Wendall)
- Drexell's Class (1991, televisieserie, Willie Trancas)
- The Boy who Cried Bitch (1991, Robert)